# Szwajcaria na Letniej Uniwersjadzie 2009
Szwajcarię na Letniej Uniwersjadzie w Belgradzie reprezentowało 56 zawodników. Szwajcarzy zdobyli 5 medali (3 złote, 1 srebrny i 1 brązowy). 
Sporty drużynowe w których Szwajcaria brała udział:
| Dyscyplina  | Mężczyźni | Kobiety |
| Koszykówka  |           |         |
| Piłka nożna |           |         |
| Piłka wodna |           |         |
| Siatkówka   | ✔         |         |

## Medale

### Złoto
- Benjamin Steffen - szermierka, szpada indywidualnie
- Drużyna szpadzistów - szermierka
- Manuela Bezzola - taekwondo, kategoria poniżej 51 kilogramów

### Srebro
- Nicole Büchler - lekkoatletyka, skok o tyczce

### Brąz
- Fabian Kauter - szermierka, szpada indywidualnie